# Líquen

Uma árvore coberta de líquenes folhosos e líquenes frutosos arbustivos

Um líquen ou fungo liquenizado é um organismo composto que surge de algas ou cianobactérias que vivem entre filamentos de várias espécies de fungos em uma relação de mutualismo. Os líquenes têm propriedades diferentes daquelas de seus organismos componentes. Eles vêm em muitas cores, tamanhos e formas e às vezes são semelhantes a plantas, apesar de não serem. Podem ter ramos minúsculos e sem folhas (fruticoso); estruturas semelhantes a folhas planas (folioso); crescer como uma crosta, aderindo firmemente a uma superfície (substrato) como uma espessa camada de tinta (crostoso); têm uma aparência semelhante a pó (leproso); ou outras formas de crescimento.
Um macrolíquen é um líquen semelhante a um arbusto ou folhoso; todos os outros líquenes são denominados microlíquenes. Aqui, "macro" e "micro" não se referem ao tamanho, mas à forma de crescimento. Os nomes comuns para os líquenes podem conter a palavra "musgo" (por exemplo, "musgo de rena", "musgo da Islândia"), e os líquenes podem superficialmente parecer e crescer com musgos, mas não estão intimamente relacionados a musgos ou qualquer planta.:3 Os liquens não têm raízes que absorvem água e nutrientes como as plantas,:2 mas, como as plantas, produzem sua própria nutrição pela fotossíntese. Quando eles crescem nas plantas, eles não vivem como parasitas, mas usam a superfície da planta como substrato.
Os liquens ocorrem desde o nível do mar até altas elevações alpinas, em muitas condições ambientais, e podem crescer em quase qualquer superfície. Eles são abundantes crescendo em cascas, folhas, musgos ou outros líquenes e pendurados em galhos "vivendo no ar rarefeito" (epífitas) em florestas tropicais e em florestas temperadas. Eles crescem em rochas, paredes, lápides, telhados, superfícies expostas do solo, borracha, ossos e no solo como parte de crostas biológicas do solo. Vários liquens se adaptaram para sobreviver em alguns dos ambientes mais extremos da Terra: a tundra ártica, desertos quentes e secos, costas rochosas e montes de escória tóxica. Eles podem até viver dentro de rocha sólida, crescendo entre os grãos.
Estima-se que 6 a 8% da superfície terrestre da Terra seja coberta por liquens. Existem cerca de vinte mil espécies conhecidas. Alguns líquenes perderam a capacidade de se reproduzir sexualmente, mas continuam a se especializar. Eles podem ser vistos como ecossistemas em miniatura relativamente independentes, onde os fungos, algas ou cianobactérias têm o potencial de se envolver com outros microorganismos em um sistema funcional que pode evoluir como um organismo composto ainda mais complexo. Os líquenes podem ter vida longa, sendo alguns considerados os seres vivos mais antigos. Eles estão entre os primeiros seres vivos a crescer em rocha fresca exposta após um evento como um deslizamento de terra. A longa vida útil e a taxa de crescimento lenta e regular de algumas espécies podem ser usadas para datar eventos (liquenometria).

## Etimologia e pronúncia
A palavra "líquen" deriva do grego λειχήν leichēn (""musgo de árvore, líquen, erupção da pele"), que, por sua vez, vem do latim lichen. O substantivo grego deriva do verbo λείχειν leichein, que significa, literalmente, "lamber".

## Anatomia e morfologia

### Formas de crescimento
Os liquens crescem em uma ampla gama de formas e formas (morfologias). A forma de um líquen é geralmente determinada pela organização dos filamentos fúngicos. Os tecidos não reprodutivos, ou partes vegetativas do corpo, são chamados de talo. Os líquenes são agrupados por tipo de talo, uma vez que o talo é geralmente a parte visualmente mais proeminente do líquen. As formas de crescimento do talo normalmente correspondem a alguns tipos básicos de estrutura interna. Os nomes comuns dos líquenes geralmente vêm de uma forma de crescimento ou cor típica de um gênero de líquen.
Agrupamentos comuns de formas de crescimento do talo do líquen são:
1. fruticoso[24][25][26] – crescendo como um tufo ou miniarbusto sem folhas com vários ramos, vertical ou pendurado, ramos tridimensionais com seção transversal quase redonda (terete) ou achatado
2. folioso[24][25] – crescendo em lóbulos bidimensionais, planos e semelhantes a folhas
3. crustoso[5][24][25] – semelhante a uma crosta, aderindo firmemente a uma superfície (substrato) como uma espessa camada de tinta
4. escamoso[26] – formado por pequenas escamas semelhantes a folhas, com crosta abaixo, mas livres nas pontas
5. leproso[27] – em pó
6. gelatinoso – semelhante a geleia
7. filamentoso – pegajoso ou como cabelo emaranhado
8. bissoide – fino, como lã cardada
9. sem estrutura

Existem variações nos tipos de crescimento em uma única espécie de líquen, áreas cinzentas entre as descrições dos tipos de crescimento e sobreposição entre os tipos de crescimento; portanto, alguns autores podem descrever os liquens usando diferentes descrições de tipo de crescimento.
Quando um líquen crostoso envelhece, o centro pode começar a rachar como tinta velha seca, pavimentação de asfalto velha quebrada ou como as "ilhas" poligonais de lama rachada em um leito de lago seco. É descrito como rimoso ou areolado, e os pedaços de "ilha" separados pelas rachaduras são chamados de aréolas. As aréolas são conectadas por um prótalo ou hipótalo subjacente. Quando um líquen incrustado cresce a partir de um centro e parece irradiar para fora, ele é chamado de placodioide incrustado. Quando as bordas das aréolas se levantam do substrato, isso é chamado de escamulose. :159
Esses grupos de formas de crescimento não são definidos com precisão. Os liquens folioses podem às vezes se ramificar e parecer frutosos. Os liquens frutosos podem ter partes ramificadas achatadas e parecer folhosos. Líquenes escamosos podem aparecer onde as bordas se levantam. Os líquenes gelatinosos podem parecer folhosos quando secos. :159 Meios de diferenciá-los nesses casos estão nas seções abaixo.
As estruturas envolvidas na reprodução geralmente aparecem como discos, protuberâncias ou linhas onduladas na superfície do talo. :4 O talo nem sempre é a parte do líquen mais perceptível visualmente. Alguns líquenes podem crescer dentro da rocha sólida entre os grãos (endolíticos), com apenas a parte da frutificação sexual visível crescendo fora da rocha. Estes podem ser dramáticos em cor ou aparência. As formas dessas partes sexuais não estão nas categorias de formas de crescimento acima. As partes reprodutivas mais perceptíveis visualmente são geralmente protuberâncias circulares, elevadas, semelhantes a placas ou discos, com bordas enrugadas e são descritas nas seções abaixo.

### Cor
Os líquenes vêm em muitas cores. :4 A coloração é geralmente determinada pelo componente fotossintético. Pigmentos especiais, como o ácido úsnico amarelo, dão aos liquens uma variedade de cores, incluindo vermelhos, laranjas, amarelos e marrons, especialmente em habitats secos e expostos. Na ausência de pigmentos especiais, os líquenes são geralmente verde-claro a cinza-oliva quando úmidos, cinza ou verde-acinzentado a marrom quando secos. Isso ocorre porque a umidade faz com que a superfície da pele (córtex) se torne mais transparente, expondo a camada fotobionte verde. Líquenes de cores diferentes cobrindo grandes áreas de superfícies rochosas expostas, ou líquenes cobrindo ou pendurados na casca podem ser uma exibição espetacular quando as manchas de diversas cores "ganham vida" ou "brilham" em exibições brilhantes após a chuva.
Líquenes de cores diferentes podem habitar diferentes seções adjacentes de uma face rochosa, dependendo do ângulo de exposição à luz. Colônias de liquens podem ter uma aparência espetacular, dominando grande parte da superfície da paisagem visual em florestas e lugares naturais, como a "pintura" vertical que cobre as vastas faces rochosas do Parque Nacional de Yosemite.
A cor é usada na identificação.:4 A cor de um líquen muda dependendo se o líquen está úmido ou seco. As descrições de cores usadas para identificação são baseadas na cor que aparece quando o líquen está seco. Os líquenes secos com uma cianobactéria como parceiro fotossintético tendem a ser cinza escuro, marrom ou preto.
A parte inferior dos lóbulos semelhantes a folhas de líquenes foliosos é uma cor diferente do lado superior (dorsiventral), geralmente marrom ou preto, às vezes branco. Um líquen frutoso pode ter "galhos" achatados, parecendo semelhantes a um líquen folioso, mas a parte inferior de uma estrutura semelhante a uma folha em um líquen frutoso é da mesma cor que o lado superior. Os lóbulos semelhantes a folhas de um líquen foliose podem se ramificar, dando a aparência de um líquen frutoso, mas a parte inferior terá uma cor diferente da parte superior.
O brilho de alguns líquenes gelatinosos é criado por secreções mucilaginosas.

### Estrutura interna

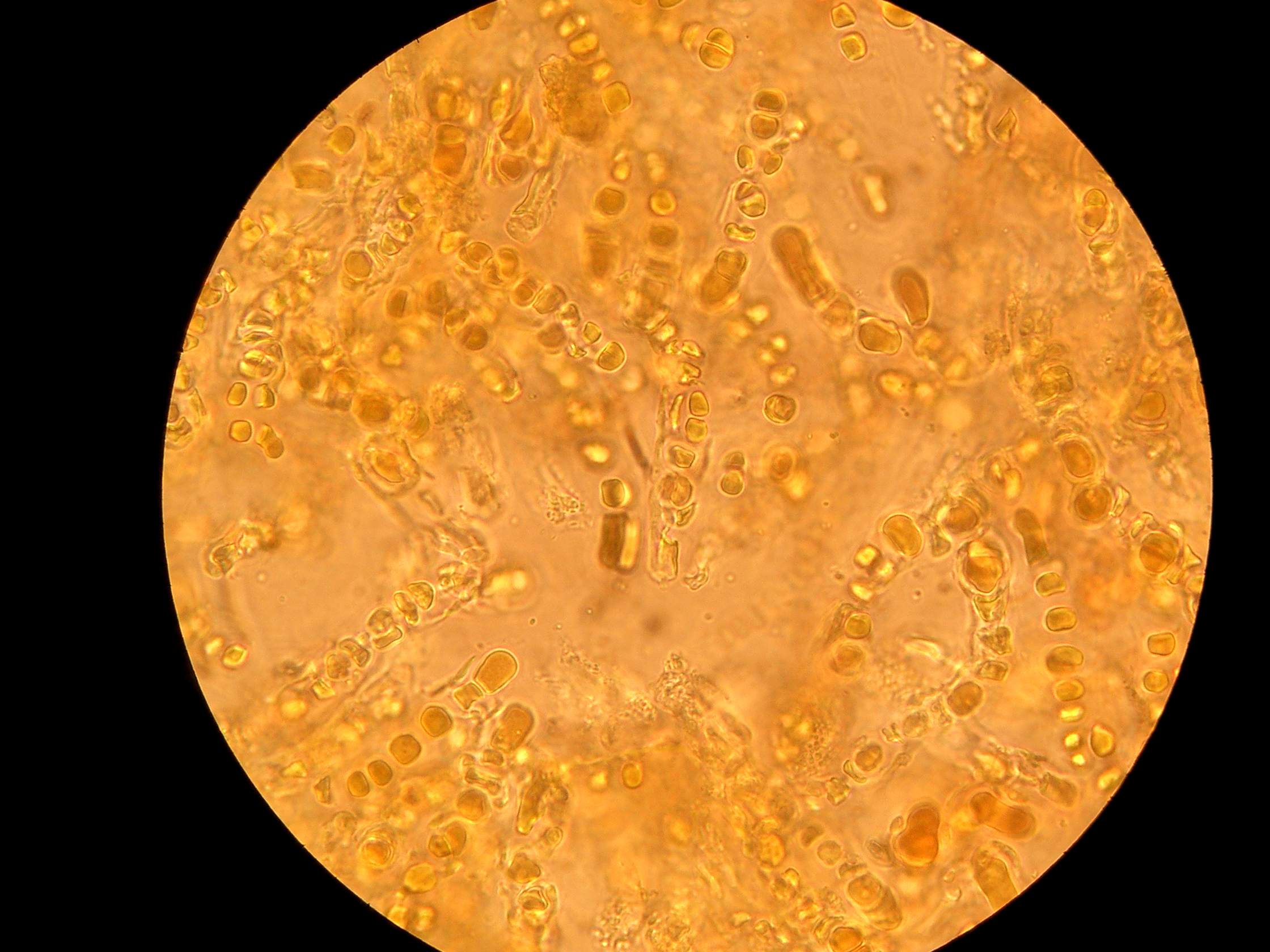
A cianobactéria Hyella caespitosa com hifas fúngicas no líquen Pyrenocollema halodytes

Um líquen consiste em um organismo fotossintetizante simples, geralmente uma alga verde ou cianobactéria, rodeado por filamentos de um fungo. Geralmente, a maior parte do volume de um líquen é feita de filamentos de fungos entrelaçados, mas isso é revertido em líquenes filamentosos e gelatinosos. O fungo é chamado de micobionte, enquanto o organismo fotossintetizante é chamado de fotobionte e fotobiontes de algas são chamados de ficobiontes. Os fotobiontes de cianobactérias são chamados de cianobiontes.
A parte de um líquen que não está envolvida na reprodução, o "corpo" ou "tecido vegetativo" de um líquen, é chamada de talo. A forma do talo é muito diferente de qualquer forma onde o fungo ou a alga crescem separadamente. O talo é formado por filamentos do fungo chamados hifas. Os filamentos crescem ramificando-se e juntando-se novamente para criar uma malha, que é chamada de "anastomosada". A malha de filamentos fúngicos pode ser densa ou solta.
Geralmente, a malha fúngica envolve as células de algas ou cianobactérias, muitas vezes envolvendo-as em tecidos fúngicos complexos que são exclusivos de associações de líquenes. O talo pode ou não ter uma "pele" protetora de filamentos de fungos densamente compactados, muitas vezes contendo uma segunda espécie de fungo, que é chamada de córtex. Os liquens frutíferos têm uma camada de córtex envolvendo os "ramos". Os líquenes folioses têm um córtex superior na parte superior da "folha" e um córtex inferior separado na parte inferior. Os líquenes escamosos e crostosos têm apenas um córtex superior, estando o "interior" do líquen em contacto directo com a superfície onde crescem (o substrato). Mesmo que as bordas se soltem do substrato e pareçam planas e semelhantes a folhas, elas carecem de um córtex inferior, ao contrário dos líquenes folhosos. Filamentosos, bissoides, leprosos, gelatinosos e outros líquenes não possuem córtex, que é chamado de ecorticado.

Corte transversal esquemático do líquen folioso:
(a) O córtex é a camada externa de filamentos de fungos fortemente entrelaçados (hifas)
(b) Esta camada fotobionte possui algas verdes
fotossintetizantes
(c) Hifas frouxamente agrupadas na medula
(d) Uma parte inferior do córtex fortemente entrelaçada
(e) Hifas de ancoragem chamadas rizinas onde o fungo se liga ao substrato

Os líquenes frutosos, foliosos, crostosos e escamosos geralmente apresentam até três tipos diferentes de tecido, diferenciados por possuírem diferentes densidades de filamentos fúngicos A camada superior, onde o líquen entra em contato com o meio ambiente, é chamada de córtex. O córtex é feito de filamentos fúngicos (aglutinados) densamente entrelaçados, compactados e colados. O empacotamento denso faz com que o córtex aja como uma "pele" protetora, mantendo outros organismos afastados e reduzindo a intensidade da luz solar nas camadas abaixo. A camada do córtex pode ter até várias centenas de micrômetros (μm) de espessura (menos de um milímetro). O córtex pode ainda ser encimado por um epicórtex de secreções, não células, com 0,6–1 μm de espessura em alguns liquens. Essa camada de secreção pode ou não ter poros.
Abaixo da camada do córtex há uma camada chamada camada fotobiônica ou camada simbionte. A camada simbionte tem filamentos fúngicos menos densos, com o parceiro fotossintético embutido neles. A embalagem menos densa permite a circulação de ar durante a fotossíntese, semelhante à anatomia de uma folha. Cada célula ou grupo de células do fotobionte é geralmente envolvido individualmente por hifas e, em alguns casos, penetrado por um haustório. Em líquenes crostosos e folioses, as algas na camada fotobiônica são difusas entre os filamentos fúngicos, diminuindo em gradação na camada abaixo. Em líquenes fruticosos, a camada fotobiônica é nitidamente distinta da camada abaixo.
A camada abaixo da camada simbionte é chamada de medula. A medula é menos compactada com filamentos fúngicos do que as camadas acima. Nos líquenes folhosos, geralmente existe, como em Peltigera,:159 outra camada densamente compactada de filamentos fúngicos chamada de córtex inferior. Estruturas fúngicas semelhantes a raízes chamadas rizinas (geralmente) :159 crescem a partir do córtex inferior para anexar ou ancorar o líquen ao substrato. Os líquenes frutíferos têm um único córtex envolvendo todo o "caule" e "ramos". A medula é a camada mais baixa e pode formar um núcleo interno branco algodonoso para o talo ramificado ou pode ser oco. :159 Líquenes escamosos e crustosos não possuem um córtex inferior, e a medula está em contato direto com o substrato no qual o líquen cresce.
Nos líquenes areolados crostosos, as bordas das aréolas se destacam do substrato e parecem folhosas. Nos líquenes escamosos, a parte do talo do líquen que não está aderida ao substrato também pode aparecer folhosa. Mas essas partes folhosas carecem de um córtex inferior, que distingue os líquenes escamosos e crostosos dos líquenes folhosos. Por outro lado, os líquenes folhosos podem parecer achatados contra o substrato como um líquen crostoso, mas a maioria dos lóbulos semelhantes a folhas pode ser levantada do substrato porque é separada dele por um córtex inferior compactado.
Em líquenes que incluem algas verdes e simbiontes cianobacterianos, as cianobactérias podem ser mantidas na superfície superior ou inferior em pequenas pústulas chamadas cefalódios.
Pruinia é um revestimento esbranquiçado no topo de uma superfície superior. Uma camada epineral é "uma camada de hifas fúngicas mortas córneas com luz indistinta dentro ou perto do córtex acima da camada de algas".
Em agosto de 2016, foi relatado que alguns macrolíquenes possuem mais de uma espécie de fungo em seus tecidos.

## Fisiologia

### Relação simbiótica
Os líquenes são fungos que descobriram a agricultura— Trevor Goward
Um líquen é um organismo composto que emerge de algas ou cianobactérias que vivem entre os filamentos (hifas) dos fungos em uma relação simbiótica mutuamente benéfica. Os fungos se beneficiam dos carboidratos produzidos pelas algas ou cianobactérias via fotossíntese. As algas ou cianobactérias se beneficiam ao serem protegidas do ambiente pelos filamentos dos fungos, que também coletam umidade e nutrientes do ambiente e (geralmente) fornecem uma âncora para ele. Embora alguns parceiros fotossintéticos em um líquen possam sobreviver fora do líquen, a associação simbiótica do líquen estende o alcance ecológico de ambos os parceiros, pelo que a maioria das descrições de associações de líquenes os descreve como simbióticos. Ambos os parceiros obtêm água e nutrientes minerais principalmente da atmosfera, por meio da chuva e da poeira. O parceiro fúngico protege a alga retendo água, servindo como uma área maior de captação de nutrientes minerais e, em alguns casos, fornece minerais obtidos do substrato. Se uma cianobactéria está presente, como parceiro primário ou outro simbionte além de uma alga verde como em certos líquenes tripartidos, eles podem fixar nitrogênio atmosférico, complementando as atividades da alga verde.
Em três linhagens diferentes, o parceiro fúngico perdeu independentemente o gene mitocondrial atp9, que tem funções-chave na produção de energia mitocondrial. A perda torna os fungos completamente dependentes de seus simbiontes.
As células de algas ou cianobactérias são fotossintéticas e, como nas plantas, reduzem o dióxido de carbono atmosférico em açúcares orgânicos de carbono para alimentar ambos os simbiontes. Ficobiontes (algas) produzem álcoois de açúcar (ribitol, sorbitol e eritritol), que são absorvidos pelo micobionte (fungo). Cianobiontes produzem glicose. As células fúngicas liquenizadas podem fazer com que o fotobionte "vaze" os produtos da fotossíntese, onde podem ser absorvidos pelo fungo. :5
Parece que muitos, provavelmente a maioria, dos líquenes também vivem em uma relação simbiótica com uma ordem de leveduras basidiomicetos chamadas Cyphobasidiales. A ausência desse terceiro parceiro poderia explicar a dificuldade do cultivo de líquen em laboratório. As células de levedura são responsáveis pela formação do córtex característico do talo do líquen e também podem ser importantes por sua forma.
A combinação de líquen de alga ou cianobactéria com um fungo tem uma forma (morfologia), fisiologia e bioquímica muito diferentes do que o componente fungo, alga ou cianobactéria crescendo por si só, naturalmente ou em cultura. O corpo (talo) da maioria dos líquenes é diferente do do fungo ou da alga que cresce separadamente. Quando cultivado em laboratório na ausência de seu fotobionte, um fungo líquen se desenvolve como uma massa indiferenciada e sem estrutura de filamentos fúngicos (hifas). Se combinado com seu fotobionte em condições apropriadas, surge sua forma característica associada ao fotobionte, no processo denominado morfogênese.
A evidência de que os líquenes são exemplos de simbiose bem-sucedida é o fato de que os líquenes podem ser encontrados em quase todos os habitats e áreas geográficas do planeta. Duas espécies em dois gêneros de algas verdes são encontradas em mais de 35% de todos os líquenes, mas raramente podem ser encontradas vivendo sozinhas fora de um líquen.
Em um caso em que um parceiro fúngico tenha simultaneamente dois parceiros de algas verdes que se superam em climas diferentes, isso pode indicar que ter mais de um parceiro fotossintético ao mesmo tempo pode permitir que o líquen exista em uma ampla gama de habitats e localizações geográficas.
Pelo menos uma forma de líquen, os líquenes barbados norte-americanos, são constituídos não de dois, mas de três parceiros simbióticos: um fungo ascomiceto, uma alga fotossintética e, inesperadamente, uma levedura basidiomiceto.
Os ficobiontes podem ter uma produção líquida de açúcares apenas com vapor de água. O talo deve estar saturado com água líquida para os cianobiontes realizarem a fotossíntese.
As algas produzem açúcares que são absorvidos pelo fungo por difusão em hifas fúngicas especiais chamadas apressórios ou haustórios em contato com a parede das células das algas. Os apressórios ou haustórios podem produzir uma substância que aumenta a permeabilidade das paredes das células das algas e podem penetrar nas paredes. As algas podem contribuir com até 80% de sua produção de açúcar para o fungo.

### Ecologia
As associações de líquenes podem ser exemplos de mutualismo ou comensalismo, mas a relação do líquen pode ser considerada parasitária em circunstâncias em que o parceiro fotossintético pode existir na natureza independentemente do parceiro fúngico, mas não vice-versa. Células fotobiontes são rotineiramente destruídas durante a troca de nutrientes. A associação continua porque a reprodução das células fotobiontes corresponde à taxa em que são destruídas. O fungo envolve as células de algas, muitas vezes encerrando-as dentro de tecidos fúngicos complexos exclusivos de associações de líquenes. Em muitas espécies, o fungo penetra na parede celular da alga, formando pinos de penetração (haustoria) semelhantes aos produzidos por fungos patogênicos que se alimentam de um hospedeiro. As cianobactérias em ambientes de laboratório podem crescer mais rapidamente quando estão sozinhas do que quando fazem parte de um líquen.

#### Ecossistema em miniatura e teoria holobionte
A simbiose nos líquenes é tão bem equilibrada que os líquenes foram considerados ecossistemas em miniatura relativamente autocontidos por si mesmos. Pensa-se que os liquens podem ser sistemas simbióticos ainda mais complexos que incluem comunidades bacterianas não fotossintéticas que desempenham outras funções como parceiros em um holobionte.
Muitos líquenes são muito sensíveis a distúrbios ambientais e podem ser usados para avaliar de forma barata  a poluição do ar, a destruição do ozônio e a contaminação por metais. Os liquens têm sido usados na fabricação de corantes, perfumes, e em medicamentos tradicionais. Algumas espécies de líquenes são comidas por insetos ou animais maiores, como renas. Os liquens são amplamente utilizados como indicadores ambientais ou bioindicadores. Quando o ar está muito poluído com dióxido de enxofre, pode não haver liquens presentes; apenas algumas algas verdes podem tolerar essas condições. Se o ar estiver limpo, os líquenes arbustivos, peludos e folhosos tornam-se abundantes. Algumas espécies de líquenes toleram níveis bastante altos de poluição e são comumente encontradas em áreas urbanas, em calçadas, muros e cascas de árvores. Os líquenes mais sensíveis são arbustivos e folhosos, enquanto os líquenes mais tolerantes são todos de aparência crostosa. Desde a industrialização, muitos dos líquenes arbustivos e folhosos, como as espécies de Ramalina, Usnea e Lobaria, têm áreas de distribuição muito limitadas, muitas vezes confinadas às áreas com ar mais limpo.

#### Fungos liquenícolas
Alguns fungos só podem ser encontrados vivendo em liquens como parasitas obrigatórios. Estes são referidos como fungos liquenícolas e são uma espécie diferente do fungo que vive dentro do líquen; portanto, eles não são considerados parte do líquen.

### Reação à água
A umidade torna o córtex mais transparente. :4 Desta forma, as algas podem realizar a fotossíntese quando a umidade está disponível, e são protegidas em outros momentos. Quando o córtex é mais transparente, as algas aparecem mais claramente e o líquen parece mais verde.

### Metabolitos, estruturas de metabolitos e bioatividade
Os líquenes podem apresentar intensa atividade antioxidante. Os metabolitos secundários são frequentemente depositados como cristais no apoplasto. Pensa-se que os metabolitos secundários desempenham um papel na preferência por alguns substratos em detrimento de outros.

### Taxa de crescimento
Os liquens geralmente têm uma taxa de crescimento regular, mas muito lenta, inferior a um milímetro por ano.
Nos líquenes crostosos, a área ao longo da margem é onde ocorre o crescimento mais ativo. :159 A maioria dos líquenes crostosos cresce apenas um a dois milímetros de diâmetro por ano.

### Vida útil
Os liquens podem ter vida longa, sendo alguns considerados os organismos vivos mais antigos. O tempo de vida é difícil de medir porque o que define o "mesmo" líquen individual não é preciso. Os líquenes crescem quebrando vegetativamente um pedaço, que pode ou não ser definido como o "mesmo" líquen, e dois líquenes podem se fundir, tornando-se então o "mesmo" líquen. Uma espécie do Ártico chamada "líquen-mapa" (Rhizocarpon geographicum) foi datada de oito mil e seiscentos anos, aparentemente o organismo vivo mais antigo do mundo.

### Resposta ao estresse ambiental
Ao contrário da desidratação simples em plantas e animais, os liquens podem sofrer uma perda completa de água corporal em períodos secos. Os liquens são capazes de sobreviver a níveis extremamente baixos de conteúdo de água (poiquilohídrico).:5–6 Eles absorvem rapidamente a água quando ela se torna disponível novamente, tornando-se macios e carnudos.
Nos testes, o líquen sobreviveu e apresentou resultados notáveis na capacidade adaptativa da atividade fotossintética dentro do tempo de simulação de 34 dias em condições marcianas no Laboratório de Simulação de Marte (LSM) mantido pelo Centro Aeroespacial Alemão (CAA).
A Agência Espacial Europeia descobriu que os liquens podem sobreviver desprotegidos no espaço. Em um experimento conduzido por Leopoldo Sancho, da Universidade Complutense de Madri, duas espécies de líquen — Rhizocarpon geographicum e Xanthoria elegans — foram seladas em uma cápsula e lançadas em um foguete russo Soyuz em 31 de maio de 2005. Uma vez em órbita, as cápsulas foram abertas e os liquens foram diretamente expostos ao vácuo do espaço com suas temperaturas e radiação cósmica amplamente flutuantes. Após quinze dias, os líquenes foram trazidos de volta à terra e sua capacidade de fotossíntese permaneceu inalterada.

## Reprodução e dispersão

### Reprodução vegetativa

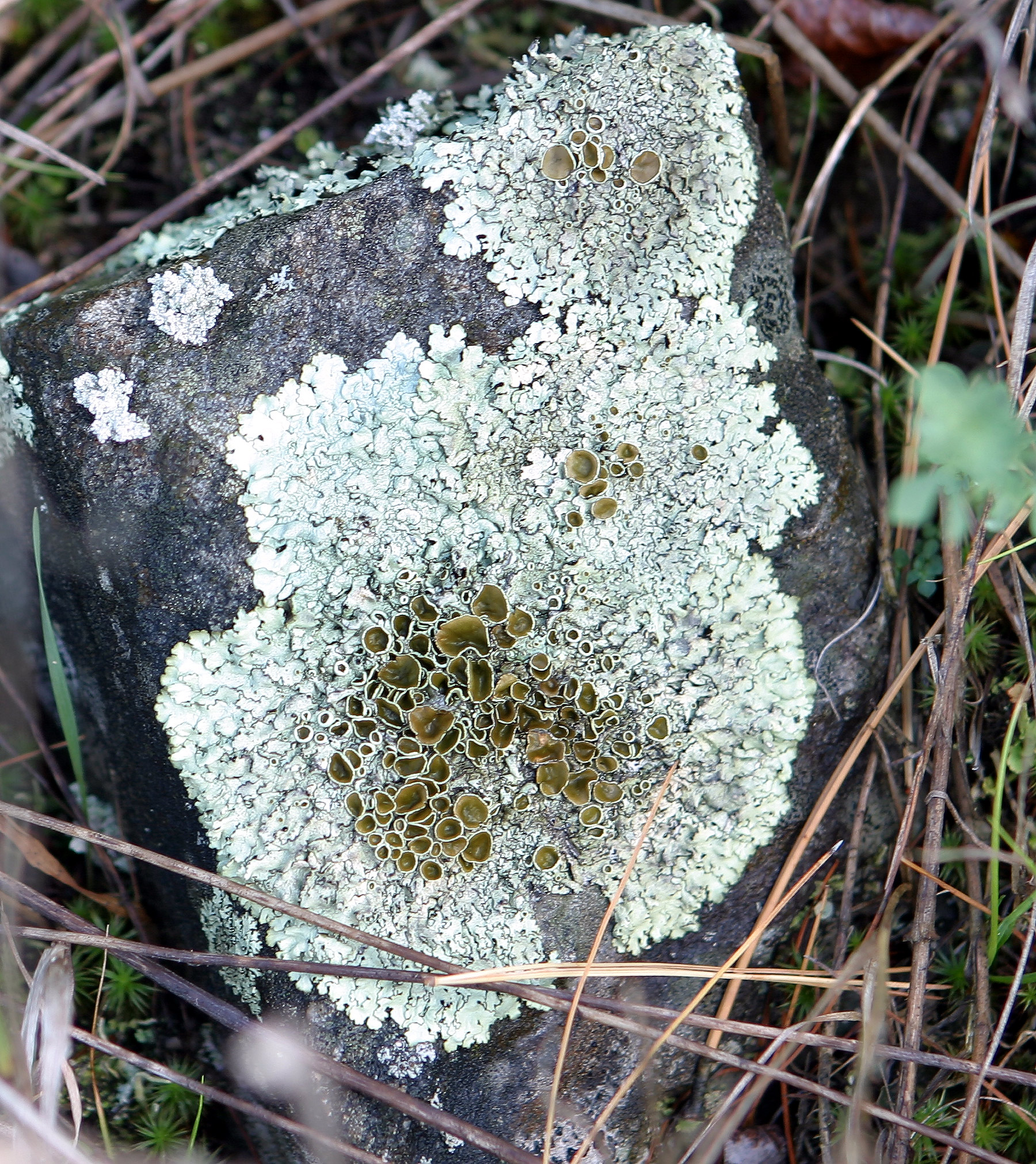
Xanthoparmelia sp. com estruturas reprodutivas de cor escura (apotécios em forma de disco) no centro, rodeados por um talo vegetativo de cor pálida

Muitos líquenes se reproduzem assexuadamente, seja por um fragmento que se desprende e cresce por conta própria (reprodução vegetativa) ou pela dispersão de diásporos contendo algumas células de algas cercadas por células de fungos. Muitos líquenes se desfazem em fragmentos quando secam, dispersando-se pela ação do vento, para retomar o crescimento quando a umidade retorna. Os sorédios são pequenos grupos de células de algas rodeadas por filamentos fúngicos que se formam em estruturas chamadas soredia, a partir das quais os sorédios podem ser dispersos pelo vento. Os isídios são ramificações, espinhosas, alongadas, protuberâncias do talo que se quebram para dispersão mecânica. Os propágulos de líquen (diásporos) normalmente contêm células de ambos os parceiros, embora os componentes fúngicos das chamadas "espécies marginais" dependam de células de algas dispersas pelas "espécies centrais".

### Reprodução sexual

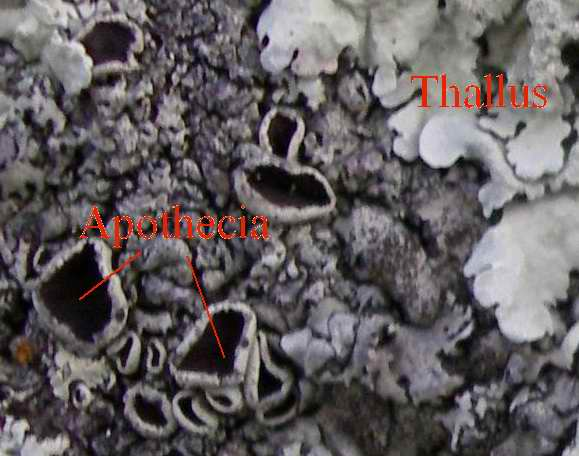
Apotécios em forma de disco (à esquerda) e talo (à direita) em um líquen folioso

As estruturas envolvidas na reprodução geralmente aparecem como discos, protuberâncias ou linhas onduladas na superfície do talo. :4 Embora tenha sido argumentado que a reprodução sexual em fotobiontes é selecionada contra, há fortes evidências que sugerem atividades meióticas (reprodução sexual) em Trebouxia. Muitos fungos liquens se reproduzem sexualmente como outros fungos, produzindo esporos formados por meiose e fusão de gametas. Após a dispersão, esses esporos de fungos devem se encontrar com um parceiro de alga compatível antes que um líquen funcional possa se formar.
Alguns fungos líquenes pertencem ao filo Basidiomycota (basidiolíquenes) e produzem estruturas reprodutivas semelhantes a cogumelos que se assemelham às de seus parentes não liquenizados.
A maioria dos fungos líquen pertencem aos ascomicetes (ascolíquenes). Entre os ascolíquenes, os esporos são produzidos em estruturas produtoras de esporos chamadas ascomata. Os tipos mais comuns de ascomata são os apotécios e os peritécios. :14 Os apotécios são geralmente taças ou discos em forma de placa localizados na superfície superior do talo do líquen. Quando os apotécios têm a forma de segmentos de linhas onduladas em vez de discos semelhantes, eles são chamados de lirellae. :14 Os peritécios têm a forma de frascos que ficam imersos no tecido do talo do líquen, que possui um pequeno orifício para os esporos escaparem do frasco, e aparecem como pontos pretos na superfície do líquen. :14
Os três tipos de corpos de esporos mais comuns são discos elevados chamados apotécios, cálices em forma de garrafa com um pequeno orifício no topo chamados peritécios e picnídios, em forma de peritécio, mas sem asci (um asco é a estrutura que contém e libera os esporos sexuais em fungos do Ascomycota).
O apotécio tem uma camada de células produtoras de esporos expostas chamadas ascos e geralmente tem uma cor diferente do tecido do talo. :14 Quando o apotécio tem uma margem externa, a margem é chamada de excípulo. :14 Quando o excípio tem uma cor semelhante ao tecido colorido do talo, o apotécio ou líquen é chamado lecanorina, significando semelhante aos membros do gênero Lecanora. :14 Quando o excípulo é enegrecido como carbono, é chamado de lecideína, significando semelhante aos membros do gênero Lecidea. :14 Quando a margem é pálida ou incolor é chamada de biatorina. :14

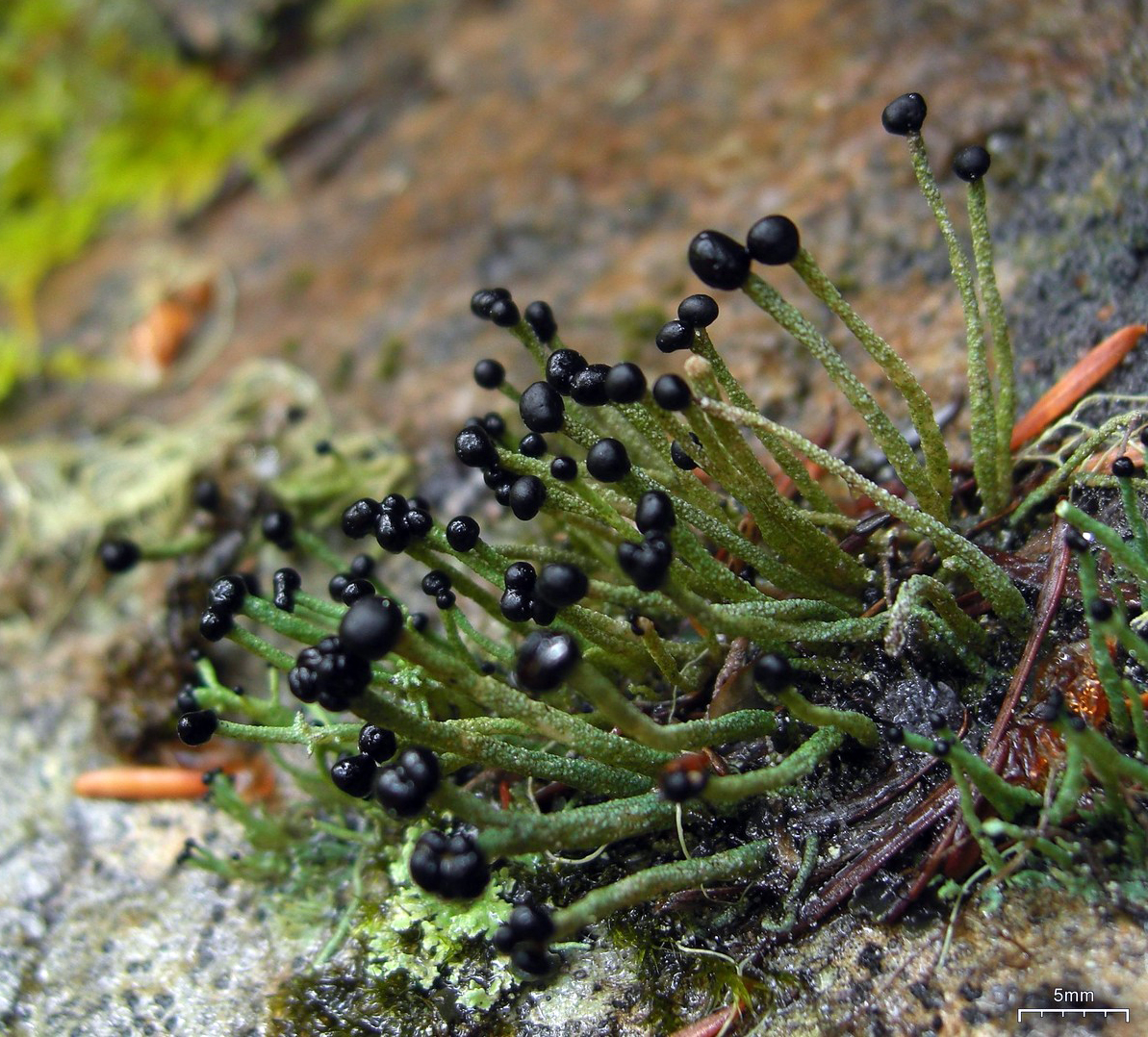
Talo em forma de crosta com pseudopodécia

Um "podécio" é uma estrutura liquenizada em forma de haste do corpo frutífero que se eleva do talo, associada a alguns fungos que produzem um apotécio fúngico. Como faz parte do tecido reprodutivo, os podécios não são considerados parte do corpo principal (talo), mas pode ser visualmente proeminente. O podécio pode ser ramificado e, às vezes, em forma de xícara. Eles geralmente carregam os picnídios fúngicos ou apotécios ou ambos. Muitos liquens têm apotécios visíveis a olho nu.
A maioria dos liquens produz abundantes estruturas sexuais. Muitas espécies parecem se dispersar apenas por esporos sexuais. Por exemplo, os líquenes crostosos Graphis scripta e Ochrolechia parella não produzem propágulos vegetativos simbióticos. Em vez disso, os fungos formadores de líquen dessas espécies se reproduzem sexualmente por autofecundação (ou seja, são homotálicos). Este sistema de reprodução pode permitir uma reprodução bem-sucedida em ambientes hostis.
Mazédios são apotécios em forma de alfinete de costura em líquenes, onde o corpo frutífero é uma massa marrom ou preta de ascósporos soltos envoltos por um excípulo em forma de xícara, que fica no topo de um pequeno caule. :15

## Taxonomia e classificação
Os liquens são classificados pelo componente fúngico. As espécies de líquen recebem o mesmo nome científico (nomenclatura binomial) que as espécies de fungo no líquen. Os liquens estão sendo integrados nos esquemas de classificação dos fungos. A alga tem um nome científico próprio, que não guarda nenhuma relação com o do líquen ou do fungo. Existem cerca de 13.500 a 17.000 espécies de líquenes identificadas. Quase 20% das espécies de fungos conhecidas estão associadas a liquens.
"Fungo liquenizado" pode se referir a todo o líquen ou apenas ao fungo. Isso pode causar confusão sem contexto. Uma determinada espécie de fungo pode formar líquenes com diferentes espécies de algas, dando origem ao que parecem ser diferentes espécies de líquenes, mas que ainda são classificadas (a partir de 2014) como as mesmas espécies de líquenes.
Antigamente, alguns taxonomistas de líquenes colocavam os líquenes em sua própria divisão, a Mycophycophyta, mas essa prática não é mais aceita porque os componentes pertencem a linhagens separadas. Nem os ascolíquenes nem os basidioliquens formam linhagens monofiléticas em seus respectivos filos fúngicos, mas formam vários grupos principais únicos ou principalmente formadores de líquen dentro de cada filo. Ainda mais incomum do que basidiolíquenes é o fungo Geosiphon pyriforme, um membro do Glomeromycota que é o único que contém um simbionte cianobacteriano dentro de suas células. Geosiphon geralmente não é considerado um líquen, e sua simbiose peculiar não foi reconhecida por muitos anos. O gênero é mais próximo aos gêneros endomicorrizas. Os fungos de Verrucariales também formam líquenes marinhos com as algas marrons Petroderma maculiforme, e têm uma relação simbiótica com algas marinhas (como Ascophyllum) e Blidingia minima, onde as algas são os componentes dominantes. Acredita-se que os fungos ajudem as ervas daninhas a resistir à dessecação quando expostas ao ar. Além disso, os liquens também podem usar algas verde-amareladas (Heterococcus) como seu parceiro simbiótico.
Os liquens emergiram independentemente de fungos associados a algas e cianobactérias várias vezes ao longo da história.

### Fungos
O componente fúngico de um líquen é chamado de micobionte. O micobionte pode ser um ascomiceto ou basidiomiceto. Os liquens associados são chamados de ascoliquens ou basidioliquens, respectivamente. Viver como um simbionte em um líquen parece ser uma maneira bem-sucedida de um fungo obter nutrientes essenciais, já que cerca de 20% de todas as espécies de fungos adquiriram esse modo de vida.
O mesmo micobionte com diferentes fotobiontes também pode produzir formas de crescimento muito diferentes. Os liquens são conhecidos nos quais há um fungo associado a duas ou até três espécies de algas.
Duas ou mais espécies de fungos podem interagir para formar o mesmo líquen.
A tabela a seguir lista as ordens e famílias de fungos que incluem espécies formadoras de líquen.
Predefinição:Taxonomia da família dos líquenes

## História

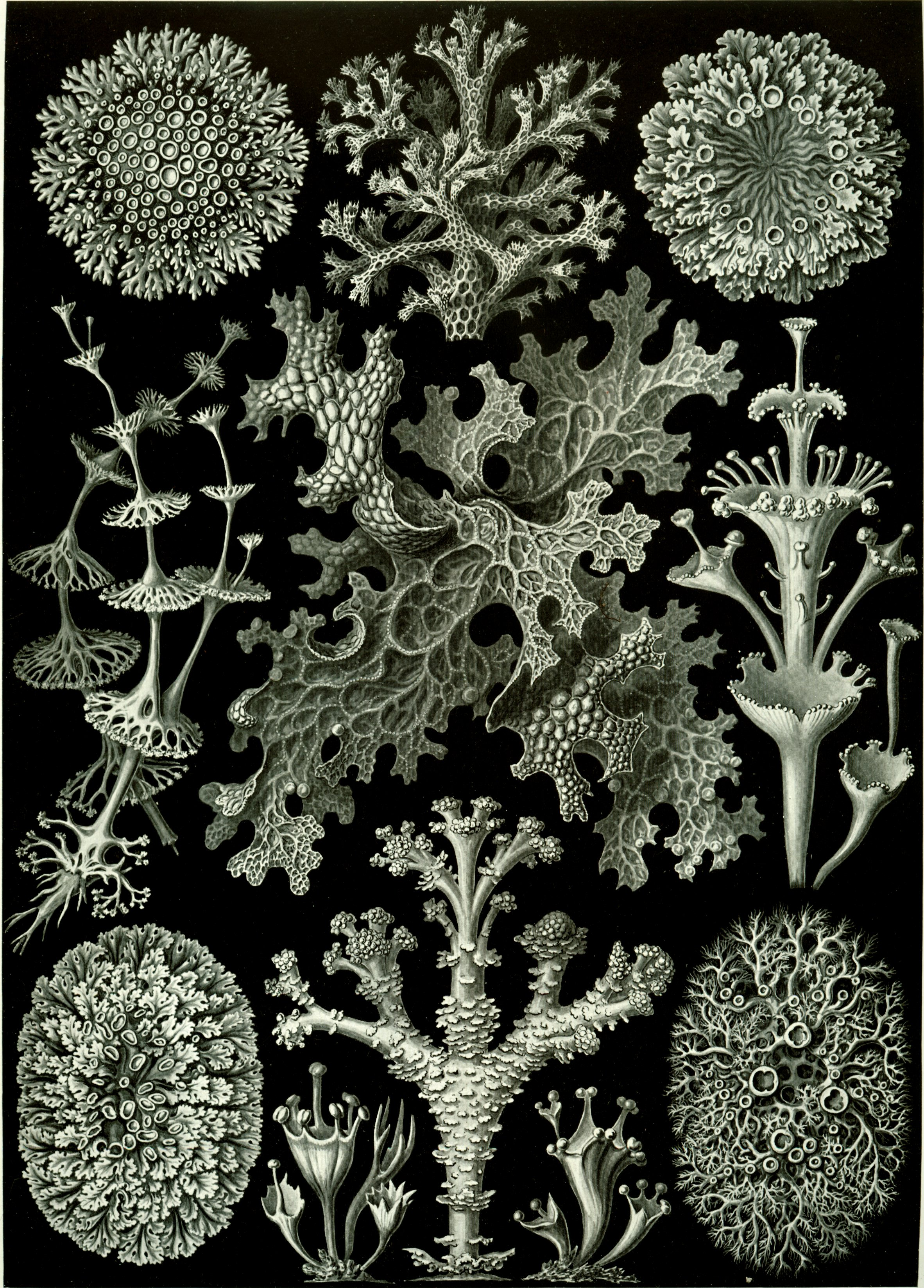
"Líquenes" fantasiosamente desenhados por Ernst Haeckel para enfatizar suas ideias de simetria em seu Artforms of Nature, 1904

Embora os líquenes tenham sido reconhecidos como organismos por algum tempo, não foi até 1867, quando o botânico suíço Simon Schwendener propôs sua teoria dual de liquens, que os liquens são uma combinação de fungos com algas ou cianobactérias, segundo a qual a verdadeira natureza da associação de liquens começaram a surgir. A hipótese de Schwendener, que na época carecia de evidências experimentais, surgiu de sua extensa análise da anatomia e desenvolvimento em líquenes, algas e fungos usando um microscópio de luz. Muitos dos principais liquenólogos da época, como James Crombie e Wilhelm Nylander, rejeitaram a hipótese de Schwendener porque o consenso comum era que todos os organismos vivos eram autônomos.
Outros biólogos proeminentes, como Heinrich Anton de Bary, Albert Bernhard Frank, Beatrix Potter, Melchior Treub e Hermann Hellriegel não foram tão rápidos em rejeitar as ideias de Schwendener e o conceito logo se espalhou para outras áreas de estudo, como microbiana, vegetal, animal e patógenos humanos. Quando as complexas relações entre microrganismos patogênicos e seus hospedeiros foram finalmente identificadas, a hipótese de Schwendener começou a ganhar popularidade. Outras provas experimentais da natureza dual dos líquenes foram obtidas quando Eugen Thomas publicou seus resultados em 1939 no primeiro experimento bem-sucedido de ressíntese.
Na década de 2010, uma nova faceta da parceria fungos-algas foi descoberta. Toby Spribille e seus colegas descobriram que muitos tipos de líquen que por muito tempo se pensava serem pares ascomiceto-alga eram, na verdade, trios ascomiceto-basidiomiceto-alga.

## Galeria

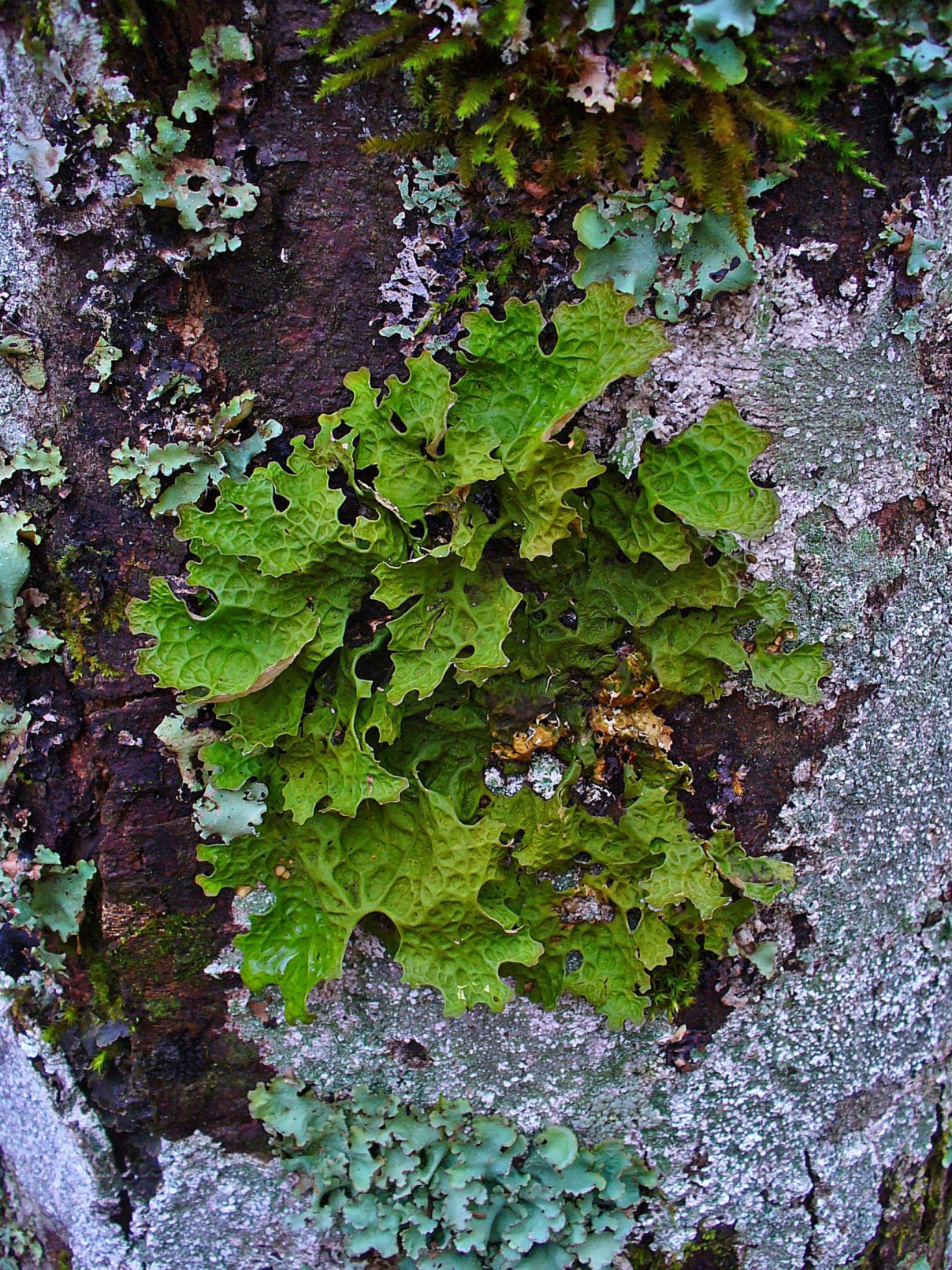
Lobaria pulmonaria, pulmonária de árvore, líquen pulmonar, musgo pulmonar; Alta Baviera, Alemanha
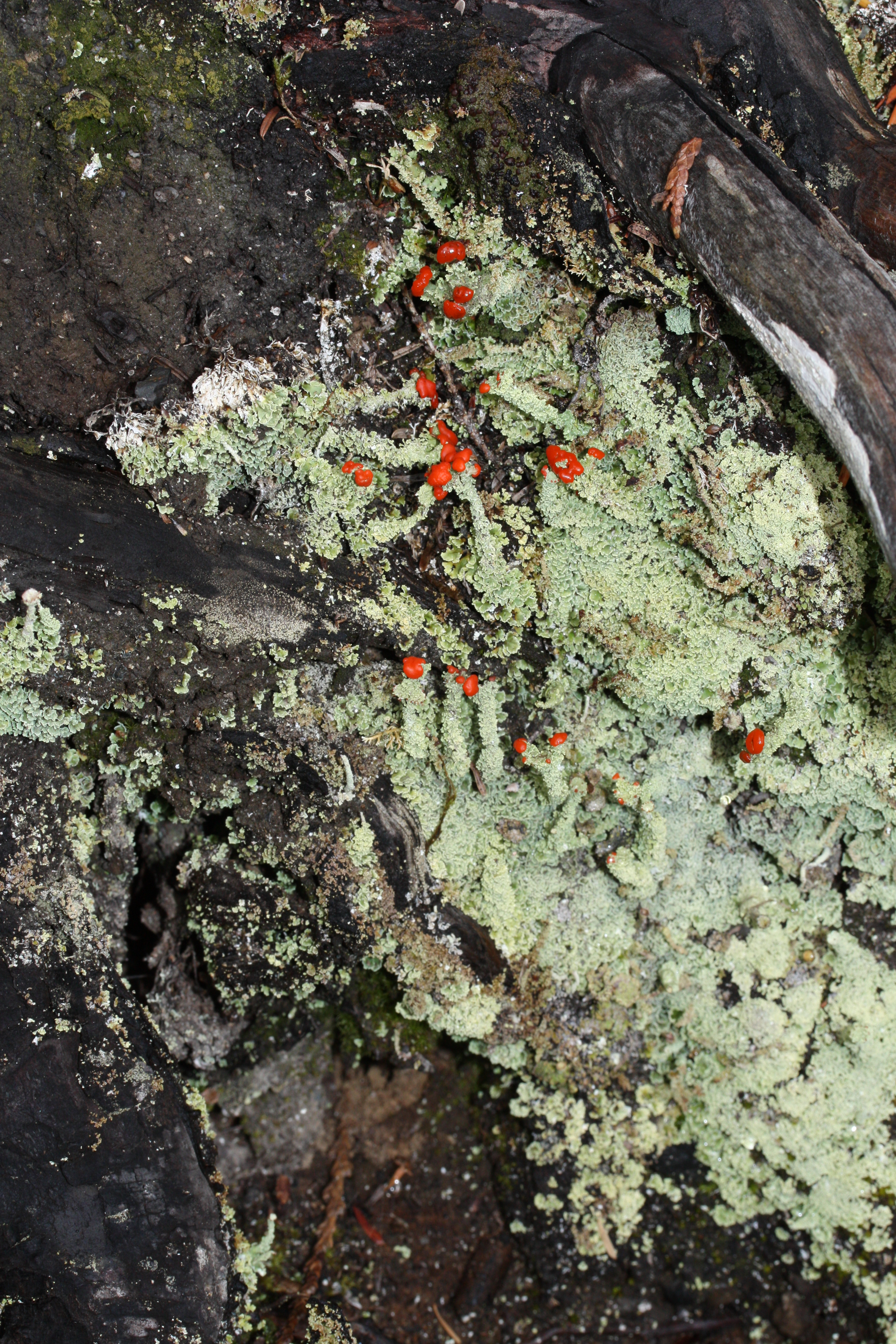
Cladonia macilenta var. bacillaris
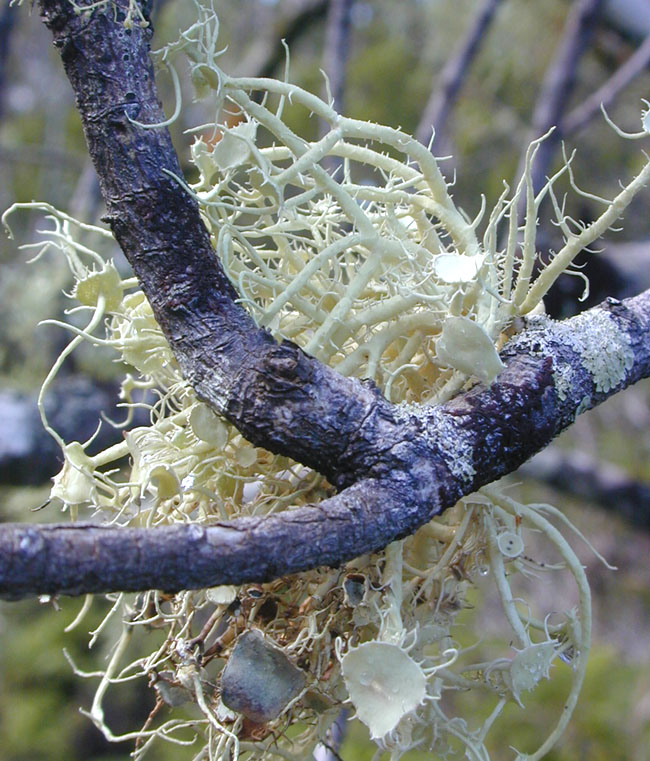
Usnea australis, uma forma frutífera, crescendo em um galho de árvore
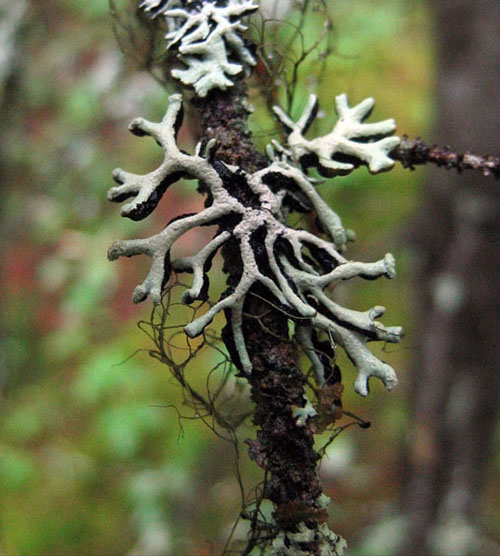
Hypogymnia cf. tubulosa com Bryoria sp. e Tuckermannopsis sp. nas Montanhas Rochosas canadenses
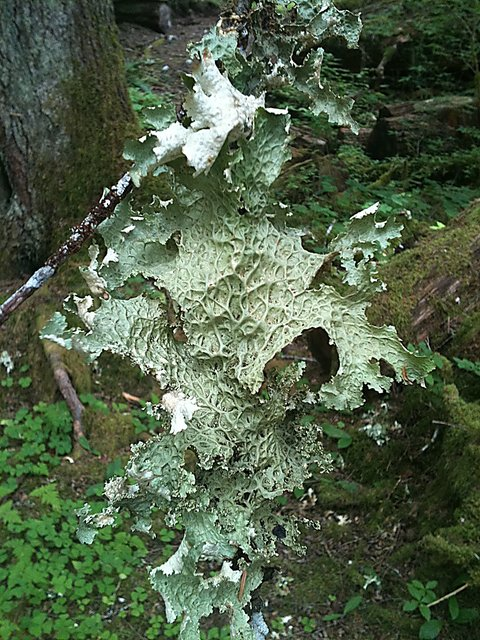
Lobaria oregana, comumente chamado de 'líquen de alface', na floresta tropical de Hoh, estado de Washington

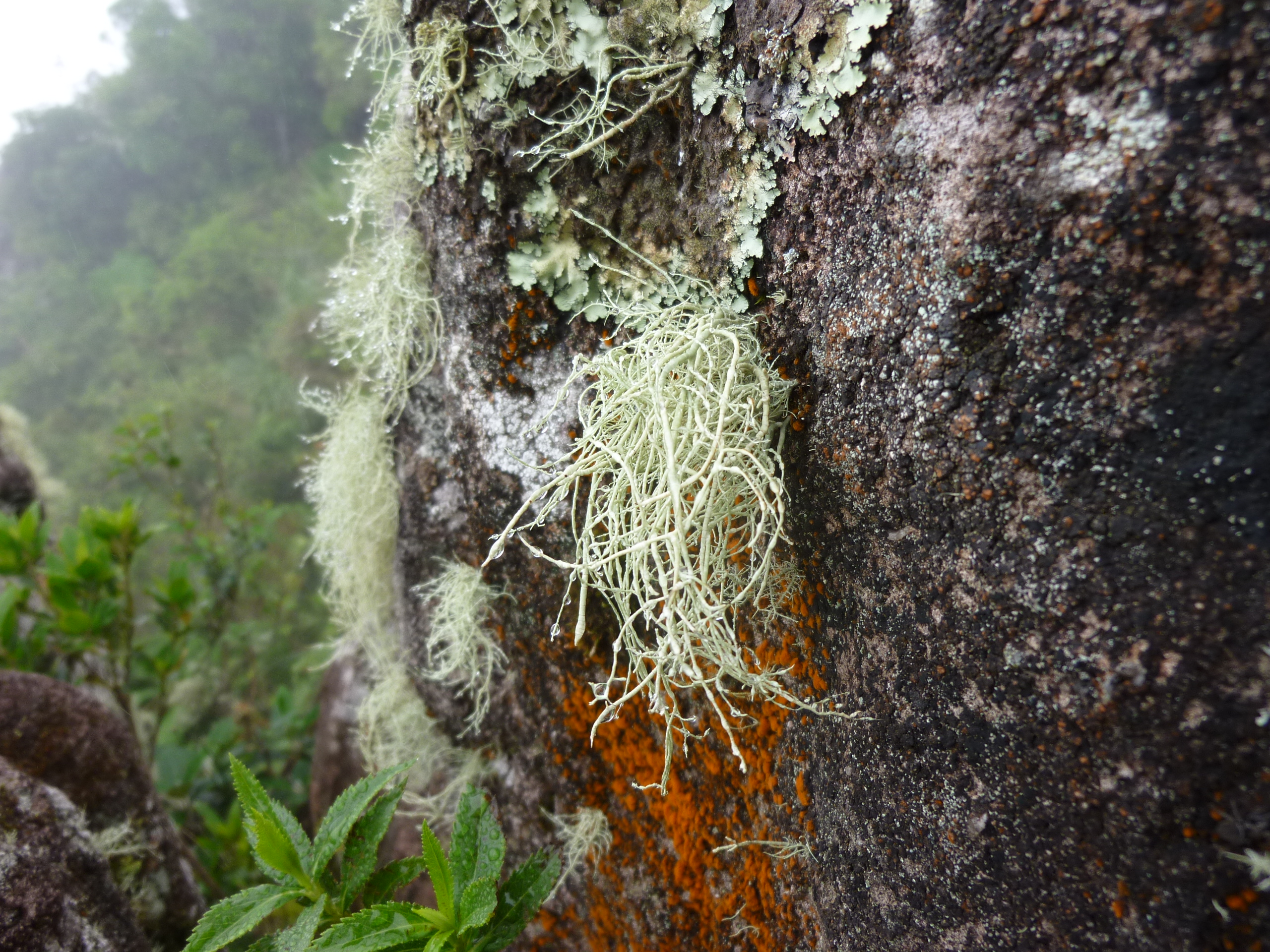
Um líquen crescendo em uma rocha em uma floresta nublada brasileira
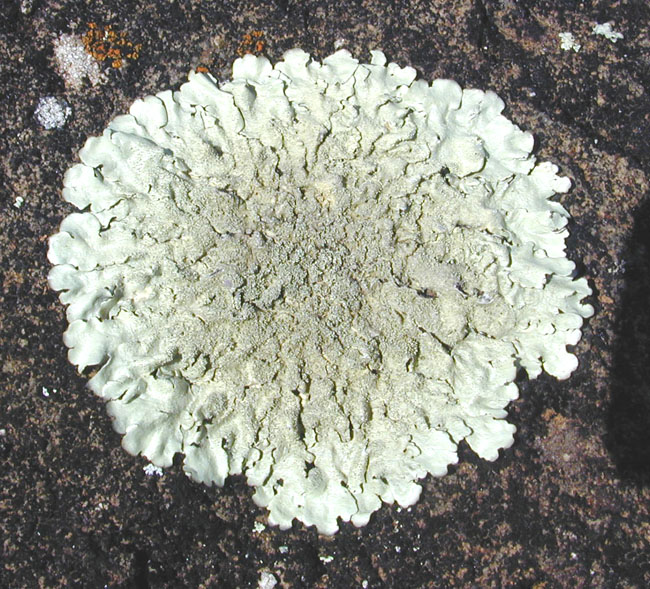
Xanthoparmelia cf. lavicola, um líquen folhoso, sobre basalto
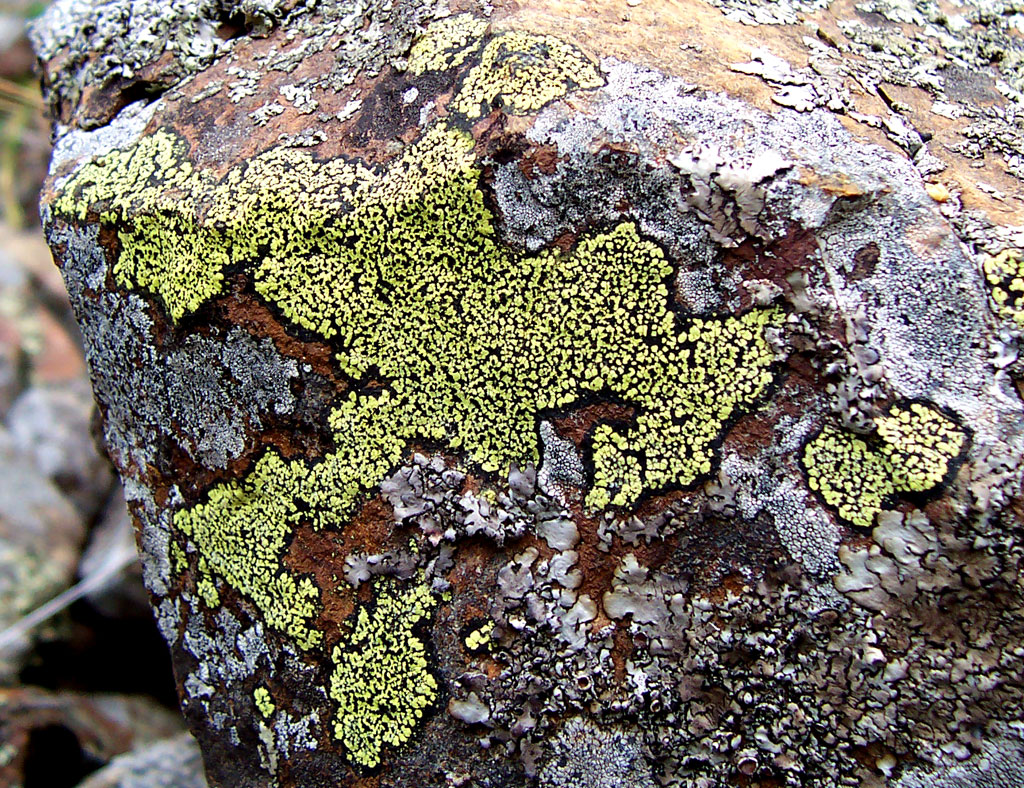
Líquen-mapa (Rhizocarpon geographicum) na rocha
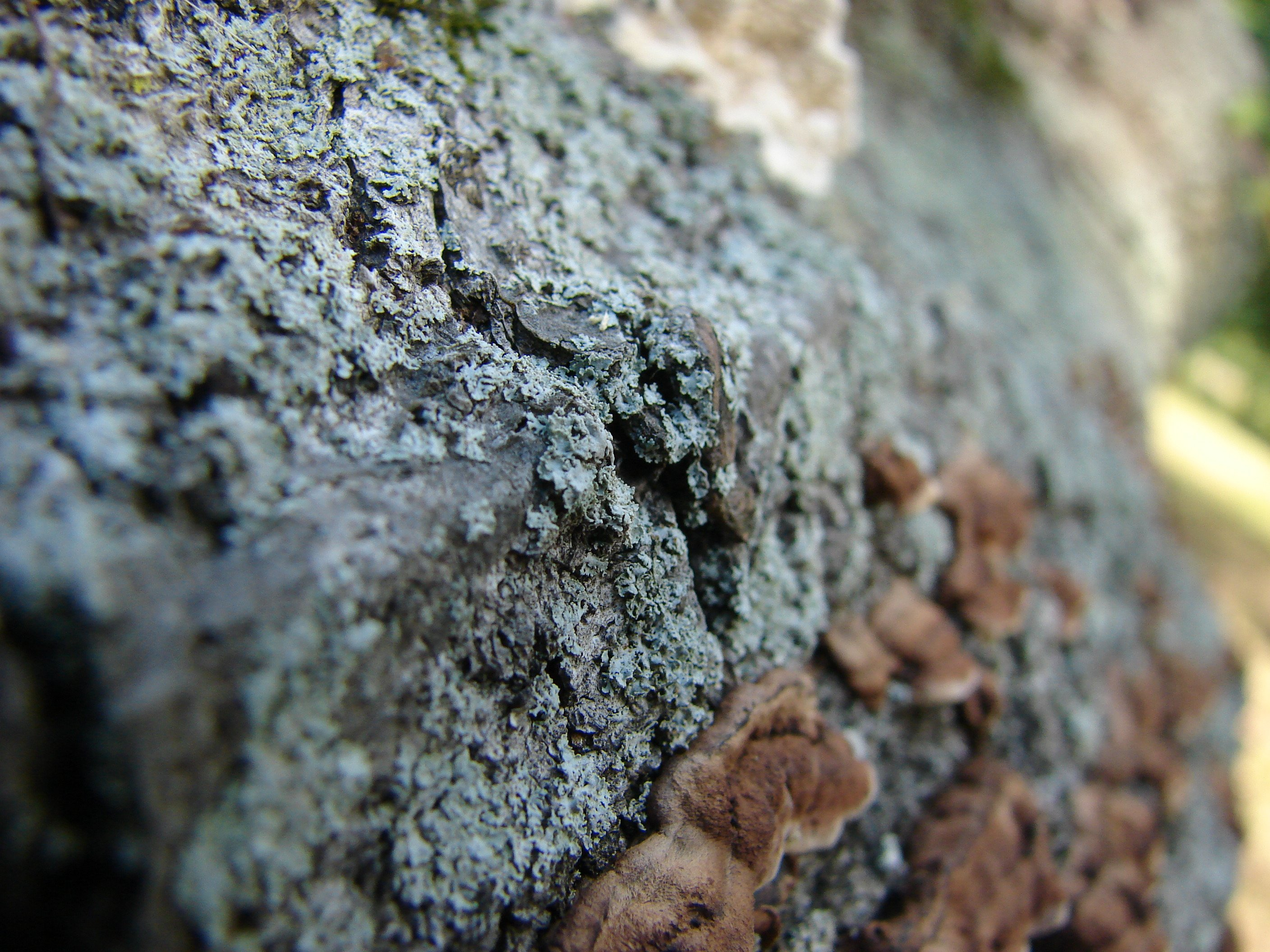
Physcia millegrana (um líquen foliose), com um fungo poliporo não liquenizado (canto inferior direito), em um tronco caído
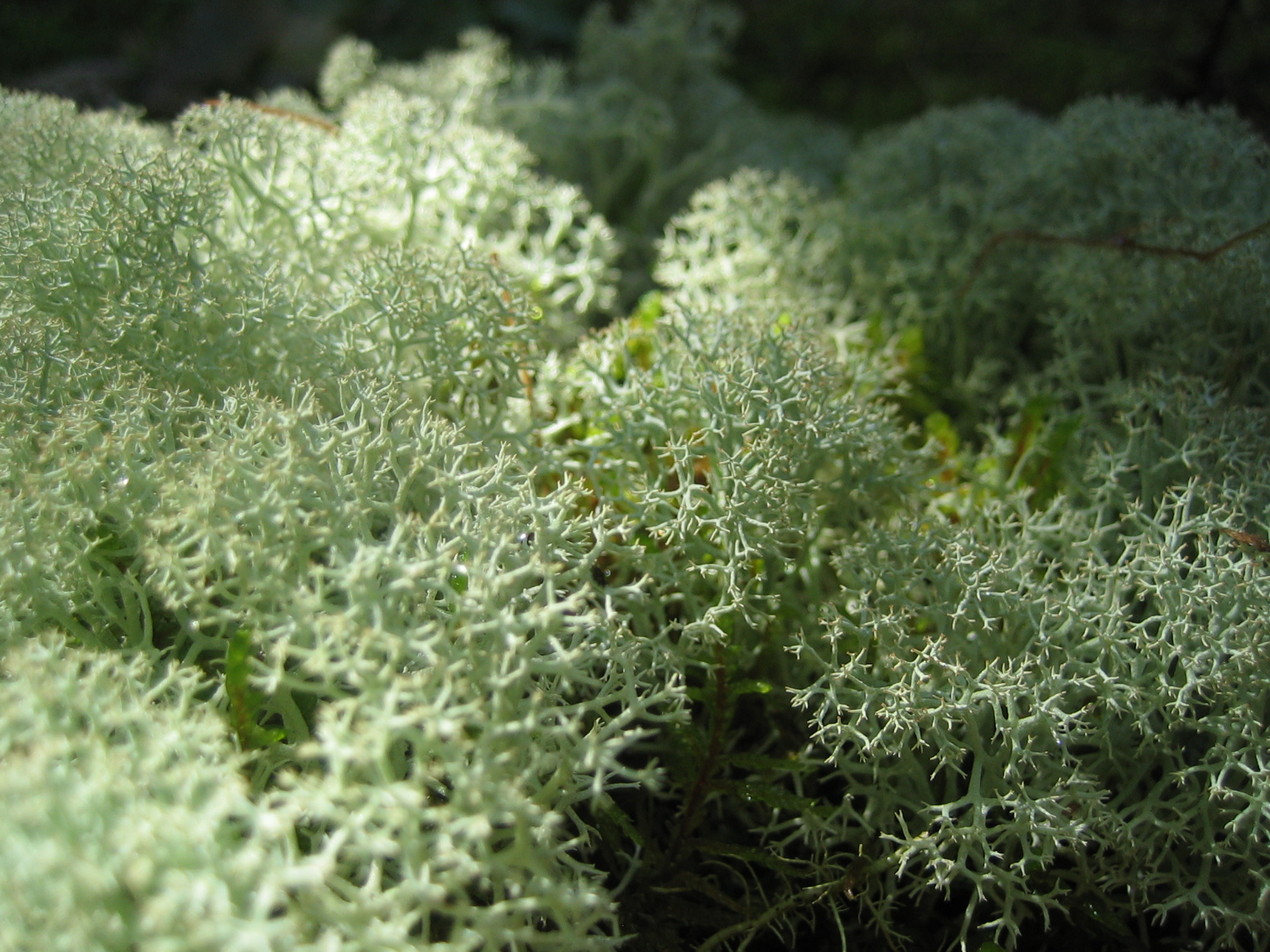
Musgo de rena (Cladonia rangiferina)
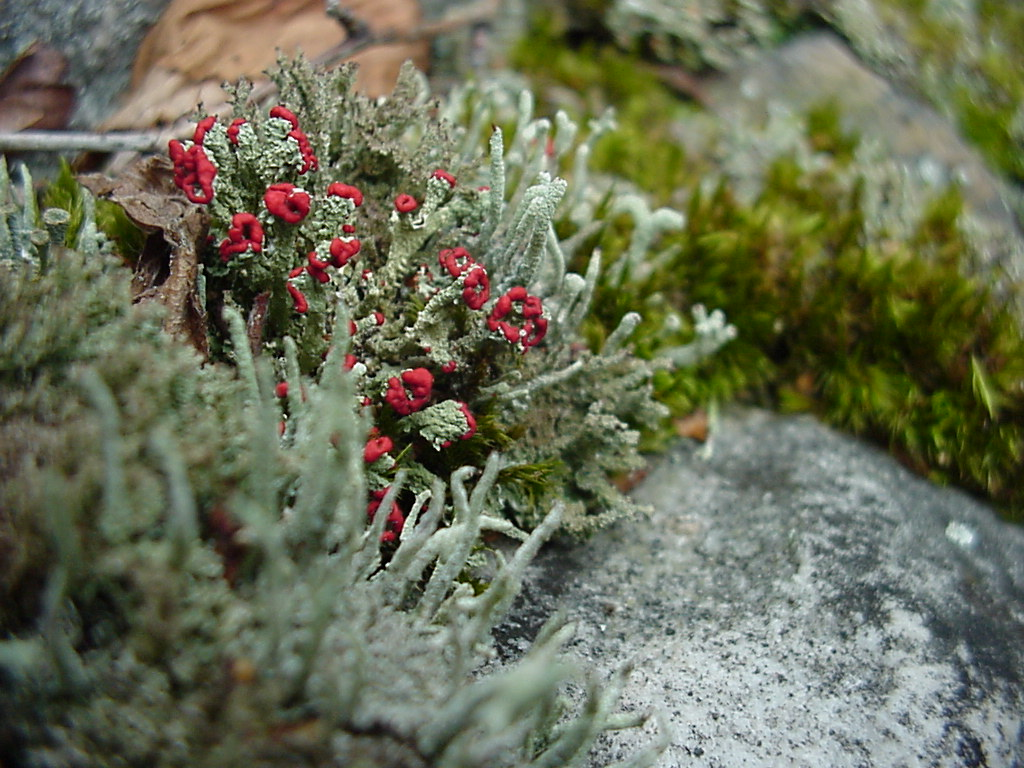
Cladonia cf. cristatella, um líquen comumente referido como 'soldados britânicos'. Observar as pontas vermelhas.
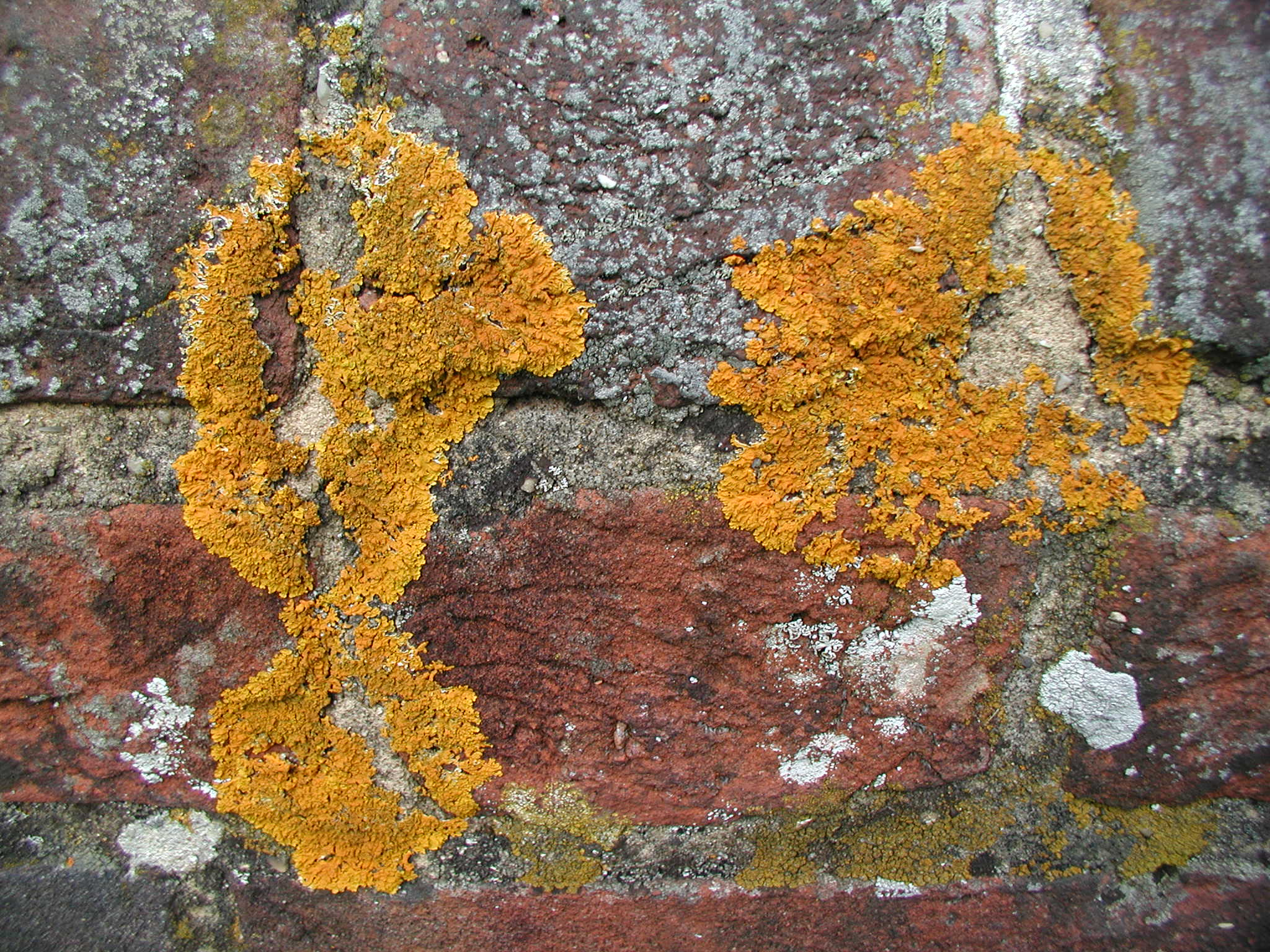
Um líquen crostoso em uma parede
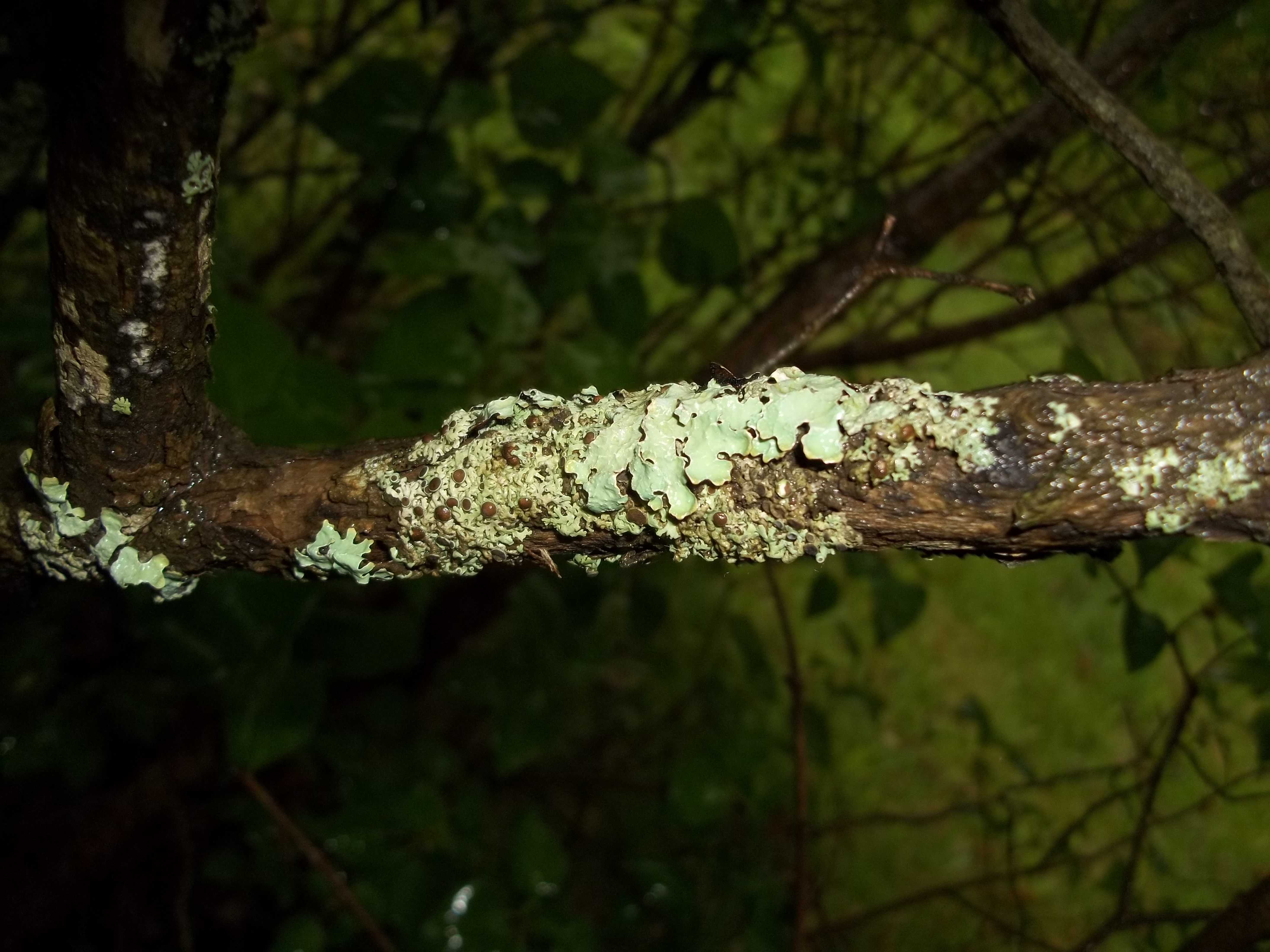
Líquen em um arbusto lilás
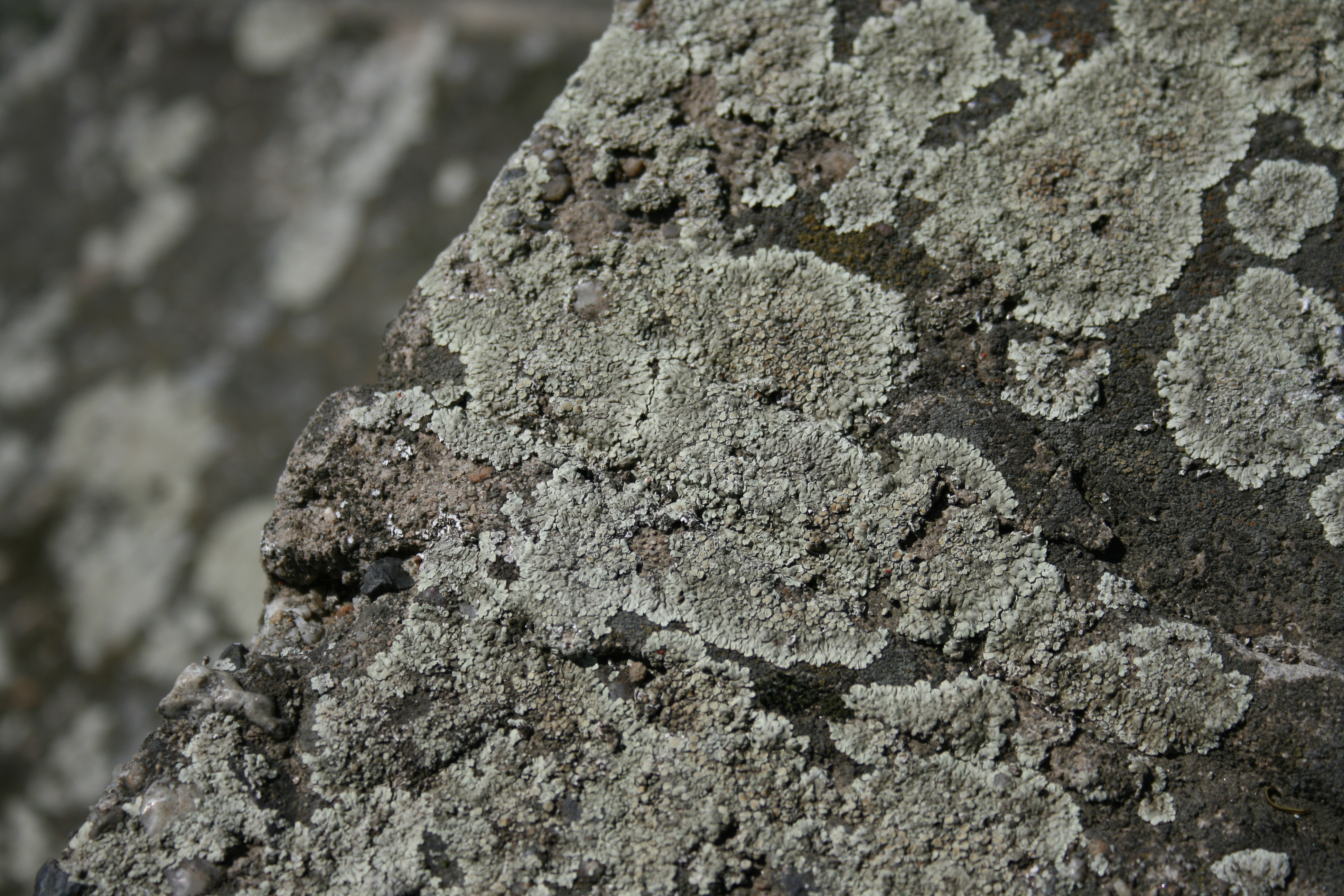
Líquen Lecanora cf. muralis nas margens do canal Bega em Timișoara, Romênia
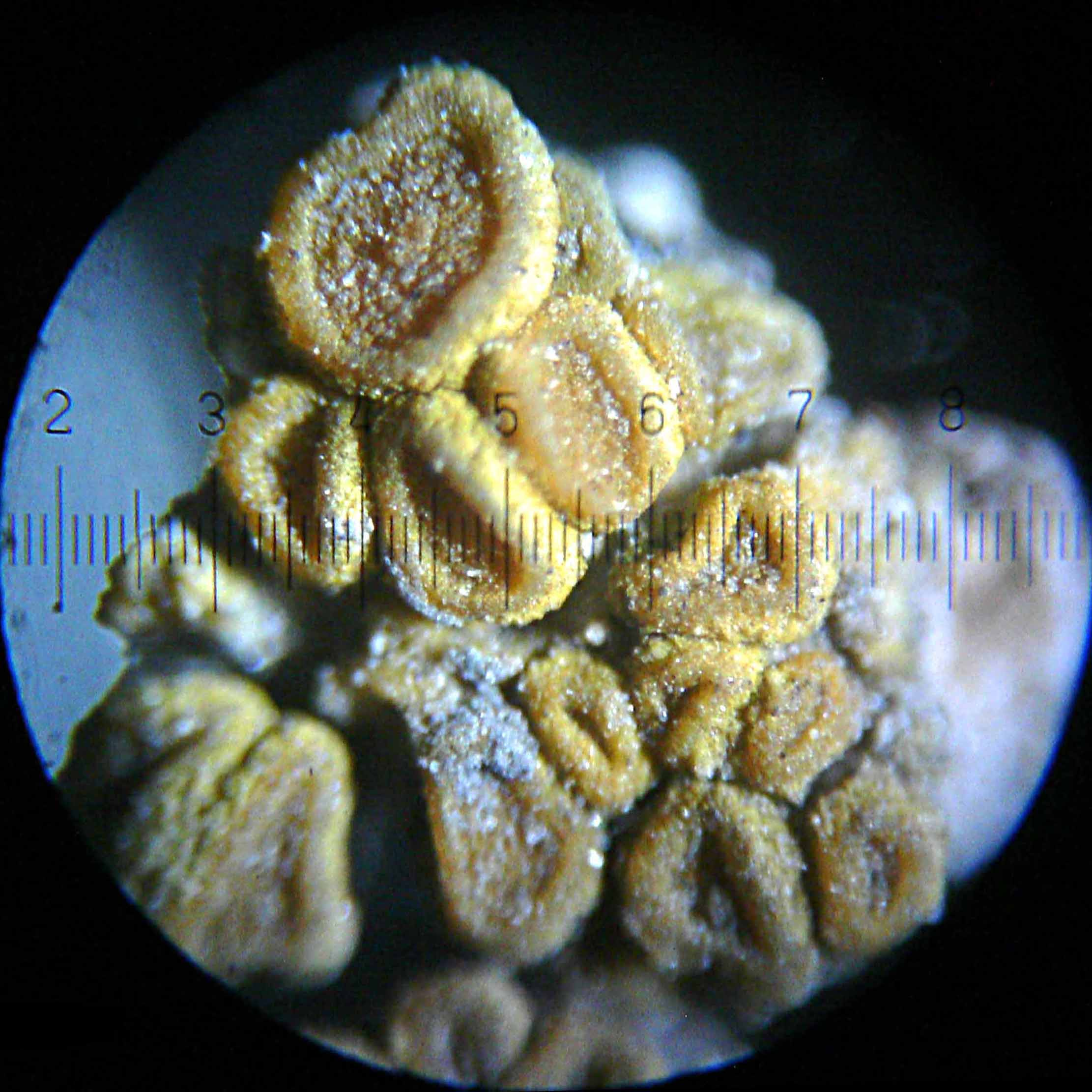
Visão microscópica do líquen crescendo em um pedaço de pó de concreto.[a]